# Vaccí contra l'encefalitis japonesa
El vaccí contra l'encefalitis japonesa o vacuna contra l'encefalitis japonesa és una vacuna  liofilitzada del virus de l'encefalitis japonesa inactivat o atenuat, que s'usa per ajudar a prevenir la infecció causada pel virus de la malaltia. L'encefalitis japonesa (EJ) es transmet per picades de mosquits que viuen en alguns indrets d'Àsia.
El vaccí de l'EJ es recomana com a part de les vaccinacions rutinàries als països on l'encefalitis japonesa és un problema. Les dosis s'administren amb injecció intramuscular o injecció subcutània. La seva eficàcia és molt elevada, però la seva efectivitat sembla disminuir amb el pas del temps.
La incidència de la malaltia al Japó ha disminuït significativament des que es va introduir el requeriment de vacunació a mitjans dels anys seixanta. Als països occidentals, el vaccí només es recomana als viatgers que pensin passar temps a l'aire lliure en zones on la malaltia és freqüent. Aquestes zones inclouen el Sud-est asiàtic i l'Extrem Orient.
El vaccí de l'EJ es troba a la llista de medicaments essencials de l'Organització Mundial de la Salut, els medicaments més segurs, eficaços i necessaris en un sistema sanitari.

## Història
Des dels anys cinquanta hi ha disponibles dos tipus de vaccins contra l'encefalitis japonesa. El primer d'ells es va anomenar soca Nakayama o soca Beijing-1, era del tipus inactivat derivat del cervell del ratolí, i va ser comercialitzat per l'empresa Sanofi Pasteur amb la marca JE-VAX. Les proves controlades aleatòries del JE-VAX van demostrar que l'administració de dues dosis proporciona protecció durant un any. La producció d'aquest vaccí es va aturar el 2005.
L'altre tipus es va anomenar soca Beijing-3, un vaccí inactivat obtingut de cultius cel·lulars renals de hàmster. La soca Beijing-3 va ser la principal variant de la vacuna utilitzada a la República Popular de la Xina des de 1968 fins a 2005.
Tres vaccins de segona generació han entrat als mercats des de llavors: SA14-14-2, IC51 i ChimeriVax-JE. La soca viva atenuada SA14-14-2 del virus JE obtinguda de cultius cel·lulars es va introduir a la Xina el 1988. S'ha demostrat que és molt més barata que altres vacunes alternatives i s'administra a uns 20 milions de nens xinesos cada any.
El 2009 es va autoritzar un nou vaccí per a ser utilitzat als Estats Units, Austràlia i Europa. Un vaccí purificat, inactivat per la formalina, que es basa en la soca IC51 i es cultiva en cèl·lules Vero.
L'últim vaccí és del tipus atenuat i es coneix com a ChimeriVax-JE. La seva comercialització està autoritzada a Austràlia des d'agost de 2010 i a Tailàndia des de desembre de 2012.
Tots els aproximadament quinze vaccins utilitzats actualment (2015) es basen en soques del genotip 3. Hi ha quatre classes diferents de vaccins en ús: vaccins inactivats derivats del cervell del ratolí, vaccins inactivats derivats de cèl·lules Vero, vaccins vius atenuats i vaccins vius recombinants.